# زابير
زابير هو منتج يسمح للمستخدمين النهائيين بدمج تطبيقات الويب التي يستخدمونها وأتمتة مهام العمل. يتصل بأكثر من 4000 تطبيق،  مع خطط مجانية ومدفوعة.

## ملخص
يوفر زابير تدفقات عمل لأتمتة استخدام تطبيقات الويب معًا. غالبًا ما يتم وصفه بأنه مترجم بين واجهات برمجة تطبيقات الويب،  مما يساعد على زيادة إنتاجية العامل عن طريق توفير الوقت من خلال أتمتة المهام المتكررة، والعمليات التجارية مثل إدارة العملاء المحتملين.  من خلال واجهة يمكن للمستخدمين من خلالها إعداد قواعد سير العمل لتحديد كيفية عمل الأتمتة،  ينظم تدفق البيانات بين الأدوات والخدمات عبر الإنترنت التي لن تتواصل مع بعضها البعض بطريقة أخرى.   على سبيل المثال، عند إضافة عميل متوقع جديد إلى جدول بيانات جوجل شيت، يمكن إدخال هذا العميل المتوقع تلقائيًا في سيلز فورس وتعيينه إلى مندوب مبيعات. يمكن تنبيه أعضاء الفريق الإضافيين من خلال سلاك ويمكن لقائد الفريق تلقي إشعار بالبريد الإلكتروني عند الاتصال بالمتوقع الجديد. 

## تاريخ
تم تأسيس زابير في كولومبيا بولاية ميسوري بواسطة واد فوستر وبريان هيلميج ومايك نوب، كجزء من أول Startup Weekend Columbia في عام 2011. بعد تقديم طلب مبدئيًا لدورة تمويل شتاء 2012 ورفضه، قاموا بعد ذلك ببناء نموذجهم الأولي باستخدام 25 تطبيقًا، وتم قبولهم في برنامج Y Combinator  لبدء التشغيل في دورة تمويل صيف 2012. نتيجة للقبول، انتقلت الشركة مؤقتًا إلى ماونتن فيو ، كاليفورنيا في ربيع 2012. في أكتوبر من نفس العام، تلقى زابير جولة تمويل أولية بقيمة 1.3 مليون دولار بقيادة شركة الاستثمار الاستثماري العالمي Bessemer Venture Partners ، وهو تمويل رأس المال الاستثماري الوحيد حتى الآن. بلغ زابير الربحية في عام 2014.  اشترت سيكويا كابيتال وستيدفاست فايننشال أسهماً من بعض المستثمرين الأصليين للشركة في يناير 2021، مما رفع تقييم زابير إلى 5 مليارات دولار.   وهي واحدة من الشركات الأعلى قيمة التي خرجت من برنامج Y Combinator ،  وجلبت 140 مليون دولار من الإيرادات المتكررة سنويًا اعتبارًا من يناير 2021. 
في آذار (مارس) 2017، عرضت الشركة «حزمة إزالة الموقع»، والتي تتكون من 10 آلاف دولار أمريكي في نقل السداد للموظفين الذين يرغبون في الانتقال بعيدًا عن منطقة خليج سان فرانسيسكو. بعد الإعلان، زادت طلبات التوظيف بنسبة 50٪. تعتبر زابير شركة بعيدة تمامًا منذ أن تأسست في 2011.  اعتبارًا من يناير 2022، توظف الشركة ما يقرب من 500 شخص في 38 دولة.
في عام 2020، مع انتشار وباء Covid-19 ، أنشأ زابير صندوقًا لمساعدة الأعمال الصغيرة بقيمة مليون دولار للعملاء الذين يعانون.  في عام 2020، أعلن زابير عن اليوم الوطني لعدم وجود رمز، وأطلق مسابقة بدون رمز مع جائزة نقدية قدرها 25000 دولار.
في عام 2020، أعلنت شركة التكنولوجيا المالية Brex عن شراكة مع زابير، مما يتيح أتمتة سير العمل بسهولة بين منتجاتها.

## عمليات الاستحواذ
في مارس 2021، استحوذت الشركة على Makerpad ، وهي خدمة ومجتمع تعليمي بدون رمز، مقابل مبلغ لم يكشف عنه.